# Ернст Вольф
Ернст Вольф (нім. Ernst Wolf; 21 липня 1886, Дрезден — 29 липня 1964, Гамбург) — німецький офіцер, віцеадмірал крігсмаріне.

## Біографія
1 квітня 1906 року вступив в кайзерліхмаріне. Учасник Першої світової війни. Після демобілізації армії залишений в рейхсмаріне. З 21 березня 1932 року — начальник морської служби Бремена, з 27 вересня 1936 року — Гамбурга. З 1 жовтня 1942 по 28 лютого 1945 року — імперський комісар Прізенгофа (Гамбург). 31 березня 1945 року звільнений у відставку.

## Нагороди
- Залізний хрест
  - 2-го класу (3 січня 1915)
  - 1-го класу (10 червня 1916)
- Орден Альберта (Саксонія), лицарський хрест 2-го класу з мечами (23 червня 1916)
- Почесний хрест ветерана війни з мечами (10 листопада 1934)
- Медаль «За вислугу років у Вермахті» 4-го, 3-го, 2-го і 1-го класу (25 років; 2 жовтня 1936) — отримав 4 нагороди одночасно.
- Орден Заслуг (Угорщина), командорський хрест із зіркою (20 серпняя 1938)
- Хрест Воєнних заслуг
  - 2-го класу з мечами (12 листопада 1940)
  - 1-го класу з мечами (30 січня 1942)